# Všechovice (district de Brno-Campagne)
Pour les articles homonymes, voir Všechovice.
Všechovice (en allemand : Wschechowitz) est une commune du district de Brno-Campagne, dans la région de Moravie-du-Sud, en République tchèque. Sa population s'élevait à 284 habitants en 2020.

## Géographie
Všechovice se trouve à 6 km à l'est-nord-est de Tišnov, à 20 km au nord-ouest de Brno et à 169 km au sud-est de Prague.
La commune est limitée par Unín au nord, par Hluboké Dvory au nord-est, par Skalička à l'est, par Malhostovice au sud-est, par Drásov au sud-ouest et à l'ouest, et par Tišnov à l'ouest.

## Histoire
La première mention écrite de la localité date de 1233.